# Phaisurella elegantula
Phaisurella elegantula là một loài tò vò trong họ Ichneumonidae.